# Кылыч, Акиф Чагатай
Акиф Чагатай Кылыч (тур. Akif Çağatay Kılıç; род. 15 июня 1976, Зиген, Северный Рейн-Вестфалия) — турецкий государственный деятель. Главный советник президента Турции (с 6 июня 2023).

## Биография
Родился 15 июня 1976 года в Зигене, ФРГ. Его дед в 1961—1980 годах пять раз подряд избирался членом Великого национального собрания Турции. Отец Акифа Кылыча в 1990-х годах работал личным врачом Реджепа Эрдогана.
Изучал политологию в университете Хартфордшира. Затем изучал экономику Европы.
Работал в британском подразделении «Sabancı Holding». Вернулся в Турцию. Позднее был назначен советником Реджепа Эрдогана.
В 2011 году был избран членом Великого национального собрания Турции. Являлся депутатом Великого национального собрания Турции 24, 25, 26, 27 созывов.
Также являлся членом Парламентской ассамблеи НАТО.
Министр молодёжи и спорта Турции (26 декабря 2013 — 18 июля 2017).
6 июня 2023 года назначен главным советником президента Турции.

### Личная жизнь
Женат. Двое детей, дочери Эла и Эдже.